# 니콜라스 로그

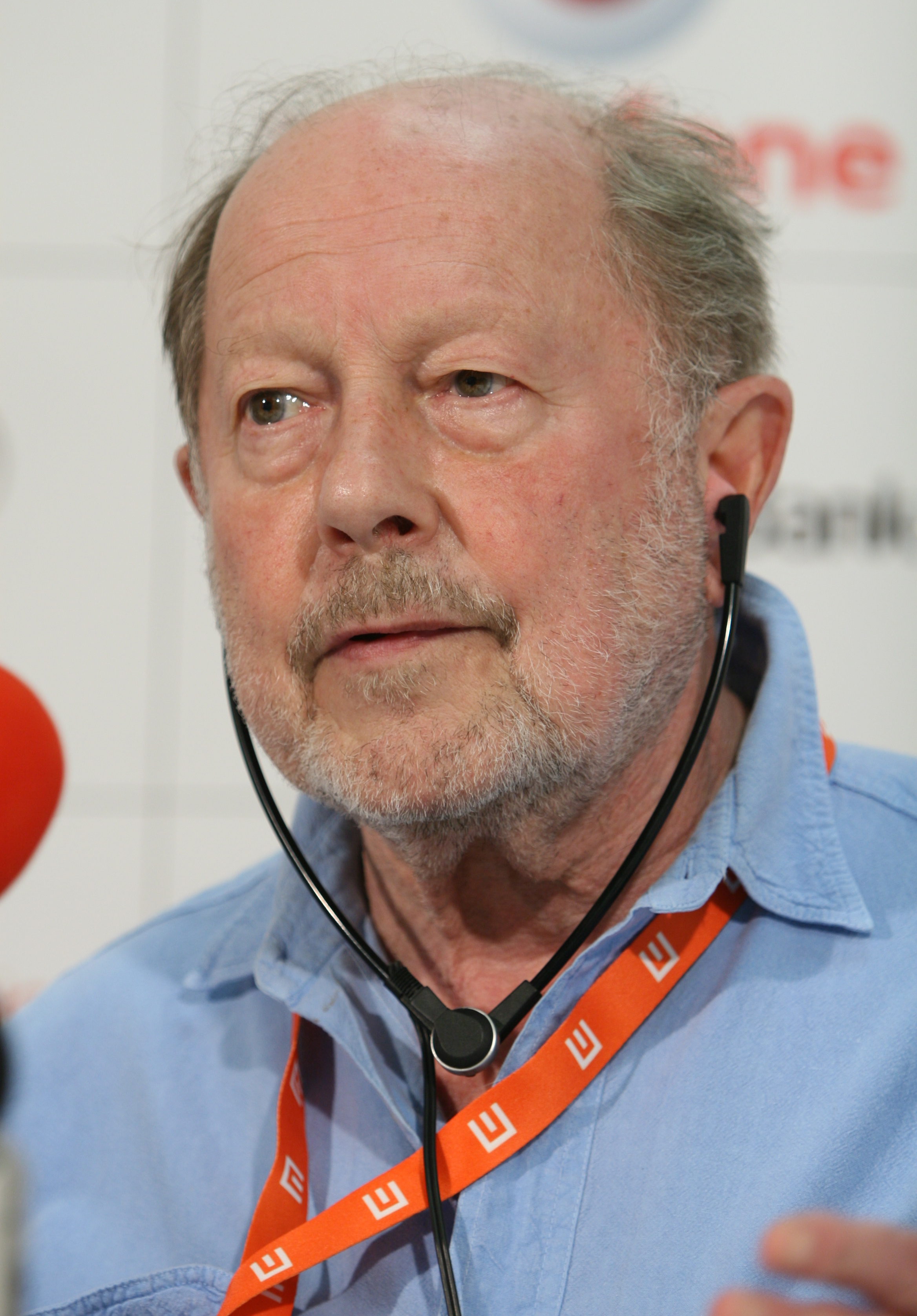
니컬러스 로그 (2008년)

니컬러스 로그(Nicolas Jack Roeg, CBE, 영어 발음: /ˈroʊɡ/, 1928년 8월 15일 ~ 2018년 11월 23일)는 영국의 영화 감독이다.

## 작품 목록
- 캐스터웨이 (1986)

## 서훈
- 1996년 대영 제국 훈장 3등급(CBE) 수훈[1]